# Skaftárjökull
Le Skaftárjökull, toponyme islandais signifiant littéralement en français « le glacier de la Skaftá », est un glacier d'Islande qui constitue une langue glaciaire du Vatnajökull, une des plus grandes calottes glaciaires du monde. Ses eaux de fonte donnent naissance à la Skaftá.

## Description

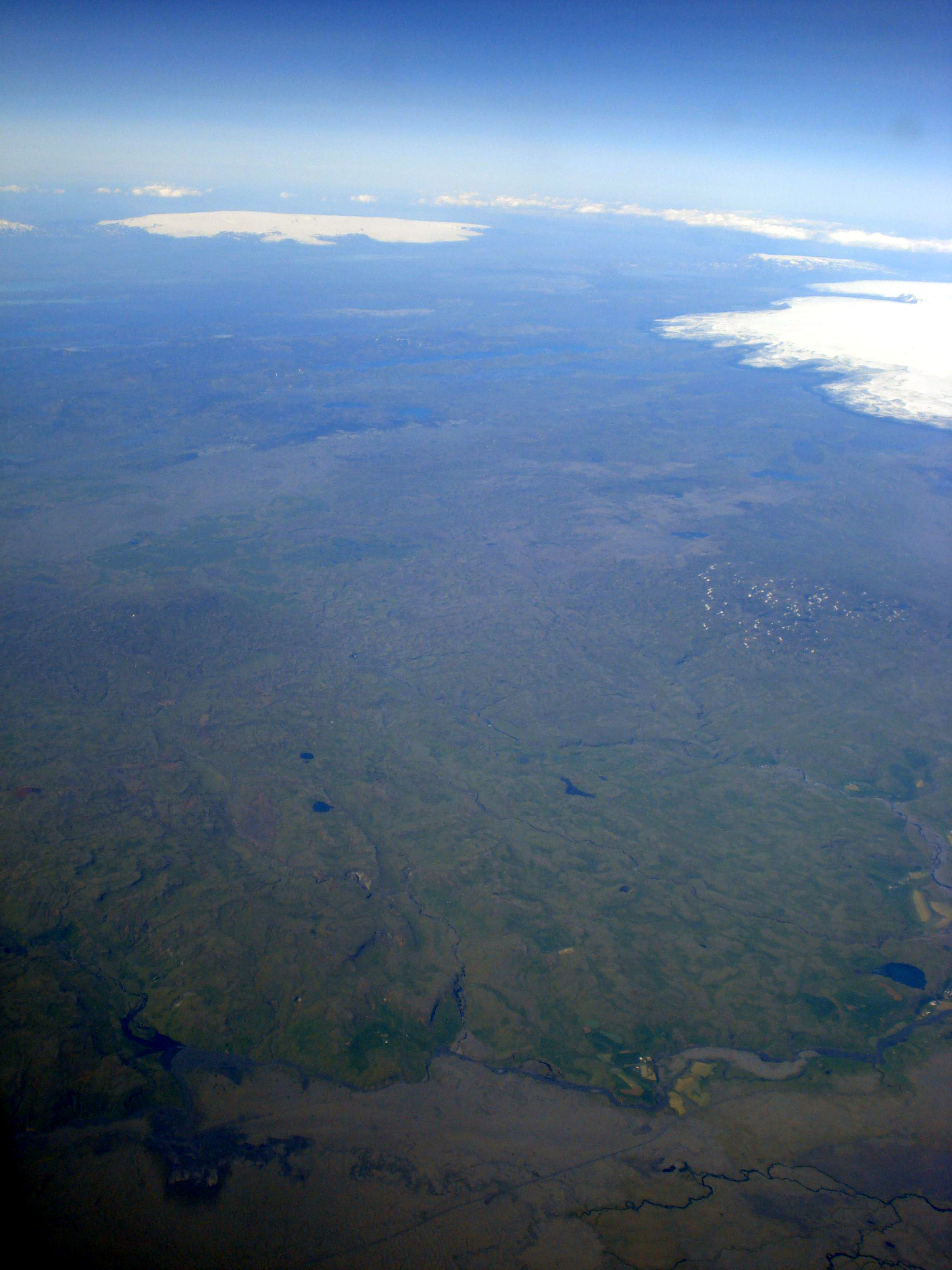
Vue aérienne du Hofsjökull : le Skaftárjökull est la deuxième langue glaciaire à droite en partant du bas, encadré par le Tungnaárjökull et le Síðujökull.

Il est encadré au nord-ouest par le Tungnaárjökull et à l'est par le Síðujökull.